# Paradela (Sever do Vouga)
Paradela é uma povoação portuguesa do Município de Sever do Vouga que foi sede da extinta Freguesia de Paradela, freguesia que tinha 9,31 km² de área e 720 habitantes (2011), e, por isso, uma densidade populacional de 77,3 hab/km².
A Freguesia de Paradela foi extinta e agregada à Freguesia de Cedrim, criando-se a União das Freguesias de Cedrim e Paradela.

## População
| População da freguesia de Paradela | População da freguesia de Paradela | População da freguesia de Paradela | População da freguesia de Paradela | População da freguesia de Paradela | População da freguesia de Paradela | População da freguesia de Paradela | População da freguesia de Paradela | População da freguesia de Paradela | População da freguesia de Paradela | População da freguesia de Paradela | População da freguesia de Paradela | População da freguesia de Paradela | População da freguesia de Paradela | População da freguesia de Paradela |
| ---------------------------------- | ---------------------------------- | ---------------------------------- | ---------------------------------- | ---------------------------------- | ---------------------------------- | ---------------------------------- | ---------------------------------- | ---------------------------------- | ---------------------------------- | ---------------------------------- | ---------------------------------- | ---------------------------------- | ---------------------------------- | ---------------------------------- |
| 1864                               | 1878                               | 1890                               | 1900                               | 1911                               | 1920                               | 1930                               | 1940                               | 1950                               | 1960                               | 1970                               | 1981                               | 1991                               | 2001                               | 2011                               |
| 325                                | 383                                | 397                                | 345                                | 423                                | 479                                | 561                                | 715                                | 811                                | 930                                | 855                                | 884                                | 846                                | 797                                | 65.274                             |

| Distribuição da População por Grupos Etários | Distribuição da População por Grupos Etários | Distribuição da População por Grupos Etários | Distribuição da População por Grupos Etários | Distribuição da População por Grupos Etários | Distribuição da População por Grupos Etários | Distribuição da População por Grupos Etários | Distribuição da População por Grupos Etários | Distribuição da População por Grupos Etários | Distribuição da População por Grupos Etários |
| -------------------------------------------- | -------------------------------------------- | -------------------------------------------- | -------------------------------------------- | -------------------------------------------- | -------------------------------------------- | -------------------------------------------- | -------------------------------------------- | -------------------------------------------- | -------------------------------------------- |
| Ano                                          | 0-14 Anos                                    | 15-24 Anos                                   | 25-64 Anos                                   | > 65 Anos                                    |                                              | 0-14 Anos                                    | 15-24 Anos                                   | 25-64 Anos                                   | > 65 Anos                                    |
| 2001                                         | 146                                          | 126                                          | 402                                          | 123                                          |                                              | 18,3%                                        | 15,8%                                        | 50,4%                                        | 15,4%                                        |
| 2011                                         | 108                                          | 75                                           | 388                                          | 149                                          |                                              | 15,0%                                        | 10,4%                                        | 53,9%                                        | 20,7%                                        |

## Património
- Igreja de Nossa Senhora do Loreto (matriz)
- Capelas de Soutelo e de Penouços
- Cruzeiro
- Ponte e pisão
- Estação do caminho-de-ferro
- Barragem da Grela
- Palácio do conde de Beirós
- Quinta do Barco
- Moinhos de água
- Cabeço da Moura
- Praia fluvial